# Prosopanche americana
Prosopanche americana là một loài thực vật có hoa trong họ Hydnoraceae. Loài này được (R.Br.) Baill. miêu tả khoa học đầu tiên năm 1886.